# Tamar Diesendruck
Tamar Diesendruck (Tel-Aviv (Israel), 1946), és una compositora israeliana/estatunidenca, que el mitjà compositiu preferit ha estat la música de cambra virtuosa; en els darrers anys, el seu enfocament ha canviat i ha aprofitat oportunitats per compondre per a conjunts més grans.
Compon per a tots els mitjans acústics i ha explorat l'ús d'enregistraments de camp en instal·lacions de vídeo i música per a pel·lícules. El treball des de principis dels anys 2000 investiga la creació de grans formes sonores formades per fragments de música superposats que s'assemblen entre si; elements de llibertat guiada; una varietat de notacions; animació de textures creades a partir del ritme de parla personal dels jugadors; estratificació de xarxes mutants i xarxes de so, música tenyida (microtonal).
Des del 2012, el projecte Variant Scenarios, una sèrie de treballs en curs inspirats en els processos de la biologia evolutiva, continua desenvolupant la seva pràctica alhora que desenvolupa nous processos en la recerca d'una manera significativa de respondre als patrons profunds de l'evolució.
Unruly Strands (2019), una comissió del Fons McKim de la Biblioteca del Congrés per a la llegendària violinista Midori i la pianista Ieva Jokubaviciute s'obre de la sèrie VS. El treball actual i futur inclou música gayageum per a Do Yeon Kim i un conjunt mixt amb el saxofonista Philipp Staeudlin.
A més del conjunt de cambra mixt, quartet de corda, duos i trios, també ha compost obres en solitari, orquestrals, corals, de vent i vocals. Les seves obres s'han interpretat als Estats Units i Europa, a l'Orient Mitjà i Àsia, i inclouen Strange Parade per a gran conjunt de vent i percussió i Still Telling (2010).
Els reconeixements, premis i honors de Diesendruck inclouen, entre d'altres, el Premi Roma, el Premi de l'Acadèmia de l'Acadèmia Americana d'Arts i Lletres, així com subvencions de Massachusetts i Pennsilvània, Meet the Composer i ASCAP. Les seves beques inclouen una beca de l'Institut Radcliffe d'Estudis Avançats, un Guggenheim; una beca postdoctoral Mellon en composició a la NYU; una beca Bunting; una beca Ives i una beca Goddard Lieberson. Ha estat guardonada amb residències als Estats Units i Europa: MacDowell, Yaddo, Copland House, Djerassi Foundation, Bellagio Center, Bogliasco Foundation, Camargo Foundation, Virginia Center of the Creative Arts i Ragdale Foundation.
A MacDowell Diesendruck, ha compost moltes obres com "When Most I Wink Then", un escenari del 43è sonet de Shakespeare per a baríton i piano, per encàrrec de Richard Lalli. El 2023, va treballar en una peça important per a 11 instruments amb el virtuós saxofonista Philipp Stäudlin.
Tamar Diesendruck escriu música de cambra virtuosa, que inclou obres orquestrals, corals, de vent i vocals. La seva música sovint es caracteritza per tenir una àmplia gamma d'expressió.
Les obres de Diesendruck han estat interpretades per conjunts i solistes a Àsia i Orient Mitjà i a tot Europa i els Estats Units. Els seus honors inclouen una beca Guggenheim, el premi Roma, encàrrecs de la Fromm Music Foundation i la Koussevitzky Music Foundation, i tres premis de l'American Academy of Arts and Letters. Va obtenir el seu màster i doctorat a la Universitat de Califòrnia, Berkeley i la seva llicenciatura a la Universitat de Brandeis.
Està casada amb Eric Moe (1954)